# Bodengebundenes Aufklärungs- und Raumüberwachungssystem
Das Bodengebundene Aufklärungs- und Raumüberwachungssystem (BARÜ) ist ein Beschaffungsvorhaben der Bundeswehr. Das System dient der tageszeit- und wetterunabhängigen Aufklärung und Überwachung großer Räume mithilfe eines tragbaren Radars.
BARÜ soll im Heer das Artilleriebeobachtungsradar (M113 ABRA) der Artillerietruppe sowie die Systeme Panzeraufklärungsradar (PARA), Leichtes Gefechtsfeldaufklärungsradar (LeGAR) und Bodenüberwachungsradargerät, tragbar (BOR-A550) der Heeresaufklärungstruppe ersetzen. Das System soll durch zwei Soldaten aufgebaut werden können. Ziele sollen in den Kategorien Personen, Radfahrzeuge, Kettenfahrzeuge, Luftfahrzeuge (Starr- oder Drehflügler und Drohnen), Boote/Schiffe, Geschoss-Einschläge und Unbekannt klassifiziert werden. Personen sollen bis fünf Kilometer, größere Einzelfahrzeuge bis 30 Kilometer aufgeklärt werden können. Die Ausschreibung sieht die Lieferung von 69 Geräten vor.

## Geschichte
Die Initiative zur Beschaffung erfolgte am 20. September 2013, die Fähigkeitslücke und Funktionale Forderung (FFF) gemäß Customer Product Management erfolgte am 17. Juli 2015 und die Auswahlentscheidung (AWE) am 7. März 2016. Die Realisierung verzögerte sich jedoch wegen fehlender Haushaltsmittel. Der Haushaltsausschuss des Deutschen Bundestages hat im Mai 2021 für das Projekt 36 Mio. Euro genehmigt. Der Vertrag zur Beschaffung wurde im Juli 2021 mit dem Unternehmen ESG und dem Unterauftragnehmer ELTA geschlossen.
Im September 2022 wurde erstmals ein Radargerät vom Typ BARÜ in Israel in Augenschein genommen. Nach Abschluss der noch ausstehenden Einsatzprüfung sollten die ersten Systeme in der zweiten Hälfte des Jahres 2023 an die Heeresaufklärungstruppe und die Artillerietruppe ausgeliefert werden; übergangsweise voraussichtlich bis 2027 auf dem Transportpanzer Fuchs. Bis 2027 sollen ABRA und PARA vollständig durch BARÜ ersetzt sein.